# 周莚
周莚（3世纪—324年），东晋义兴郡阳羡县（今江苏省宜兴市）人，周处孙，周札兄子。
周莚为人卓荦有才干，官至征虏将军、吴兴郡太守，入朝为黄门侍郎。他的族兄周续聚众响应徐馥谋乱，琅邪王司马睿派他率力士百人轻骑回到阳羡，诛杀徐馥、周续，并诛杀从兄周邵。转任太子右卫率。王敦造反，周莚加冠军将军，都督会稽、吴兴、义兴、晋陵、东阳军事，率三千水军讨伐王敦部将沈充，未出动，东晋中央军战败。他听说周札开城迎接王敦，愤慨形于色。王敦任命他为咨议参军，当时周氏一门五侯，王敦非常忌惮，次年与周札被诬陷和道士李脱等图谋不轨，在军中被杀害。